# Fighting Myself
"Fighting Myself" là bài hát của ban nhạc Mỹ Linkin Park. Ban đầu bài hát được thu âm cho album phòng thu thứ hai của nhóm, Meteora (2003), sau đó chính thức phát hành vào ngày 24 tháng 3, 2023, như đĩa đơn thứ hai từ album phát hành lại kỷ niệm 20 năm.

## Nhân sự
Linkin Park
- Chester Bennington – giọng chính
- Mike Shinoda – giọng rap, sampler
- Brad Delson – guitar
- Joe Hahn – turntable, sample
- Rob Bourdon – trống
- Dave Farrell – guitar bass

## Bảng xếp hạng

### Bảng xếp hạng hàng tuần
| Bảng xếp hạng (2023)                          | Vị trí cao nhất |
| --------------------------------------------- | --------------- |
| Australia Digital Tracks (ARIA)               | 23              |
| Austria (Ö3 Austria Top 40)                   | 60              |
| Canada Digital Songs (Billboard)              | 11              |
| Germany (Official German Charts)              | 41              |
| Germany Rock Airplay (Official German Charts) | 13              |
| Global 200 (Billboard)                        | 168             |
| Hungary (Single Top 40)                       | 31              |
| New Zealand Hot Singles (RMNZ)                | 7               |
| Switzerland (Schweizer Hitparade)             | 72              |
| UK Singles (OCC)                              | 81              |
| UK Rock & Metal (OCC)                         | 7               |
| US Bubbling Under Hot 100 (Billboard)         | 22              |
| US Digital Song Sales (Billboard)             | 9               |
| US Hot Rock & Alternative Songs (Billboard)   | 14              |